# Anzoplanini
Tribu
Les Anzoplanini sont une tribu de vers plats terrestres ou marins de la famille des Geoplanidae (sous-famille des Rhynchodeminae).

## Systématique
Le nom valide complet (avec auteur) de ce taxon est Anzoplanini Winsor (d), 2006.
Anzoplanini a pour synonyme la sous-famille des Anzoplaninae Winsor, 2006.

### Liste des genres
Selon la base de données World Register of Marine Species (20 janvier 2024), la tribu des Anzoplanini regroupe les deux genres suivants :
- Anzoplana Winsor, 2006
- Marionfyfea Winsor, 2011

### Genres synonymes
Le genre Fyfea Winsor, 2006 est synonyme de Marionfyfea Winsor, 2011. Le nom Fyfea était déjà utilisé par Fyfea H. J. Finlay & Marwick, 1937 †, un genre de gastéropode de la famille des Turbinellidae.

### Publication originale
(en) Leigh Winsor, « New and revised terrestrial flatworm taxa (Platyhelminthes: Tricladida: Terricola) of Australia and the Subantarctic Islands of New Zealand », Tuhinga Records of the Museum of New Zealand Te Papa Tongarewa, vol. 17, 2006, p. 81-104